# تسليم أهالي (فلم)
تسليم أهالي هو فيلم كوميدي مصري من إخراج خالد الحلفاوي وبطولة دنيا سمير غانم، هشام ماجد، بيومي فؤاد، دلال عبد العزيز، عمرو وهبة ومحمد أوتاكا. كان من المقرر عرض الفيلم في موسم عيد الأضحى لعام 2022. لكن أًجل عرض الفيلم ليوم 3 أغسطس 2022.

## نبذه
يتناول العمل قصة موظفين حكوميين اثنين (بيومي فؤاد، دلال عبدالعزيز) يقعان في غرام بعضهما البعض.
دلال عبد العزيز لديها ابنة واحدة اسمها زاهية والتي تحلم بالزواج وبيومي فؤاد لديه ابن واحد اسمه خليل الذي يحلم بالهجرة الى كندا.
وفي ليلة زفاف ابو خليل وأم زاهية تنفجر مفاجأة في وجه ابنيهما حول حقيقة عملهما وتتوالى الأحداث من هنا في إطار كوميدي خفيف

## طاقم العمل
- دنيا سمير غانم بدور زاهية أبو الزواحف
- هشام ماجد بدور خليل صدقي
- بيومي فؤاد بدور صدقي
- دلال عبد العزيز بدور بثينة
- عمرو وهبة بدور الضابط (ضيف شرف)
- محمد أوتاكا بدور سائق أوبر
- عبد الله مشرف بدور جد خليل صدقي
- أحمد فتحي بدور شمشون
- محمد ممدوح بدور الخسيس- دكتور وفاء
- محمد حسني بدور منير
- لوسي بدور كبائر
- سمير غانم ضيف شرف

## وصلات خارجية
- مقالات تستعمل روابط فنية بلا صلة مع ويكي بيانات